# Чемпионат Европы по фехтованию 2010
Чемпионат Европы по фехтованию в 2010 году прошёл с 17 по 22 июля в Лейпциге (Германия). Поединков за третье место в индивидуальном первенстве не проводилось; бронзовые медали получали оба спортсмена, проигравшие полуфинальные бои.

## Общий медальный зачёт
| Место | Страна         | Золото | Серебро | Бронза | Всего |
| ----- | -------------- | ------ | ------- | ------ | ----- |
| 1     | Италия         | 5      | 2       | 3      | 10    |
| 2     | Россия         | 2      | 4       | 4      | 10    |
| 3     | Германия       | 1      | 2       | 3      | 6     |
| 4     | Украина        | 1      | 2       | 1      | 4     |
| 5     | Польша         | 1      | 1       | 1      | 3     |
| 6     | Венгрия        | 1      | 1       | 0      | 2     |
| 7     | Франция        | 1      | 0       | 3      | 4     |
| 8     | Великобритания | 0      | 0       | 2      | 2     |
| 9     | Израиль        | 0      | 0       | 1      | 1     |
| Всего | Всего          | 12     | 12      | 18     | 42    |

## Медалисты

### Мужчины
| Дисциплина                  | Золото                                                                         | Серебро                                                                        | Бронза                                                                             |
| --------------------------- | ------------------------------------------------------------------------------ | ------------------------------------------------------------------------------ | ---------------------------------------------------------------------------------- |
| Шпага Личное первенство     | Жан-Мишель Люсене                                                              | Габор Боцко                                                                    | Павел Сухов Радослав Завротняк                                                     |
| Шпага Командное первенство  | Венгрия · Габор Боцко · Геза Имре · Андраш Редли · Петер Шомфай                | Украина · Дмитрий Карюченко · Максим Хворост · Богдан Никишин · Игорь Рейзлин  | Германия · Йёрг Фидлер · Кристоф Кнайп · Штеффен Лаунер · Мартин Шмитт             |
| Рапира Личное первенство    | Андреа Бальдини                                                                | Валерио Аспромонте                                                             | Реналь Ганеев Ричард Крюз                                                          |
| Рапира Командное первенство | Италия · Андреа Бальдини · Валерио Аспромонте · Андреа Кассара · Джорджо Авола | Россия · Реналь Ганеев · Алексей Хованский · Артём Седов · Алексей Черемисинов | Великобритания · Лоренс Холстед · Эдвард Джефферис · Ричард Крюз · Маркус Мепстид  |
| Сабля Личное первенство     | Алексей Якименко                                                               | Николас Лимбах                                                                 | Боляде Апити Олег Штурбабин                                                        |
| Сабля Командное первенство  | Италия · Альдо Монтано · Диего Оккьюцци · Луиджи Самеле · Луиджи Тарантино     | Украина · Дмитрий Бойко · Дмитрий Пундик · Олег Штурбабин · Андрей Ягодка      | Германия · Бенедикт Байсхайм · Максимилиан Хартунг · Бьёрн Хюбнер · Николас Лимбах |

### Женщины
| Дисциплина                  | Золото                                                                                | Серебро                                                                                     | Бронза                                                                             |
| --------------------------- | ------------------------------------------------------------------------------------- | ------------------------------------------------------------------------------------------- | ---------------------------------------------------------------------------------- |
| Шпага Личное первенство     | Имке Дуплитцер                                                                        | Магдалена Пекарская                                                                         | Лора Флессель Ноам Миллс                                                           |
| Шпага Командное первенство  | Польша · Эва Нелип · Данута Дмовская-Анджеюк · Магдалена Пекарская · Малгожата Строка | Италия · Бьянка дель Карретто · Натали Мёлльхаузен · Мара Наваррия · Франческа Квондамкарло | Франция · Натали Алибер · Лора Флессель · Хайналька Пико · Морин Низима            |
| Рапира Личное первенство    | Валентина Веццали                                                                     | Евгения Ламонова                                                                            | Инна Дериглазова Элиза Ди Франчиска                                                |
| Рапира Командное первенство | Италия · Элиза Ди Франчиска · Валентина Веццали · Илария Сальватори · Арианна Эрриго  | Германия · Зандра Бигенхаймер · Каролин Голубицкий · Катя Вехтер · Мартина Цаке             | Россия · Инна Дериглазова · Аида Шанаева · Евгения Ламонова · Лариса Коробейникова |
| Сабля Личное первенство     | Светлана Кормилицына                                                                  | Софья Великая                                                                               | Илария Бьянко Зибилле Клемм                                                        |
| Сабля Командное первенство  | Украина · Ольга Харлан · Елена Хомровая · Галина Пундик · Ольга Жовнир                | Россия · Екатерина Дьяченко · Юлия Гаврилова · Светлана Кормилицына · Софья Великая         | Италия · Илария Бьянко · Алессандра Луккино · Джойа Марцокка · Ирене Векки         |